# Chiara Civello
Chiara Civello (Rome, 15 juni 1975) is een Italiaanse singer-songwriter en jazzzangeres.

## Biografie
Chiara Civello werd op 15 juni 1975 in Rome geboren. In 1994 vertrok zij op jonge leeftijd naar de Verenigde Staten om in Boston aan het Berklee College of Music te studeren. Na haar studie verhuisde ze naar New York. Hoewel Chiara Civello uit Italië komt, schrijft zij haar nummers voornamelijk in het Engels. Daarnaast zingt en schrijft ze nummers in het Italiaans en soms ook in het Portugees. Haar stijl laat zich omschrijven als jazz met latin en bossanova invloeden. Ze heeft een lichte en exotische stem en zingt met een licht accent.
In 2005 bracht Chiara Civello op 30-jarige leeftijd haar debuutalbum Last Quarter Moon uit. Twee jaar later volgde het album The Space Between.

## Discografie
- Last Quarter Moon (2005)
- The Space Between (2007)